# Нептьюн
Нептьюн  (англ. Neptune City) — боро на северо-востоке США, расположен в округе Монмут, штат Нью-Джерси.
Нептьюн занимает площадь 2,470 км². Нептьюн был инкорпорирован 4 октября 1881 года на основе референдума, состоявшегося 19 марта 1881 года.

## Демография
| Год переписи | Нас.  |  | %±     |
| ------------ | ----- |  | ------ |
| 1900         | 1009  |  | —      |
| 1910         | 488   |  | −51,6% |
| 1920         | 539   |  | 10,5%  |
| 1930         | 2258  |  | 318,9% |
| 1940         | 2392  |  | 5,9%   |
| 1950         | 3073  |  | 28,5%  |
| 1960         | 4013  |  | 30,6%  |
| 1970         | 5502  |  | 37,1%  |
| 1980         | 5276  |  | −4,1%  |
| 1990         | 4997  |  | −5,3%  |
| 2000         | 5218  |  | 4,4%   |
| 2010         | 4869  |  | −6,7%  |
| 2010         | 21780 |  | 347,3% |

По данным переписи населения 2010 года в Нептьюне проживало 4869 человек, 1220 семей. Средняя плотность населения составляла около 1971,1 человек на один квадратный километр. Расовый состав Нептьюна по данным переписи распределился следующим образом: 78,00 % белых, 10,62 % — чёрных или афроамериканцев, 0,23 % — коренных американцев, 4,46 % — азиатов, 0,02 % — выходцев с тихоокеанских островов, 2,79 % — представителей смешанных рас, 3,88 % — других народностей. Испаноговорящие составили 10,08 % от всех жителей города.
Из 2133 семей в 22,4 % — воспитывали детей в возрасте до 18 лет, 38,8 % представляли собой совместно проживающие супружеские пары, в 13,2 % семей женщины проживали без мужей, 42,8 % не имели семей. 35,8 % от общего числа семей на момент переписи жили самостоятельно, при этом 11,1 % составили одинокие пожилые люди в возрасте 65 лет и старше. Средний размер домашнего хозяйства составил 2,24 человек, а средний размер семьи — 2,95 человек.
Население города по возрастному диапазону по данным переписи 2000 года распределилось следующим образом: 18,4 % — жители младше 18 лет, 7,1 % — между 18 и 24 годами, 27,4 % — от 25 до 44 лет, 31,7 % — от 45 до 64 лет и 15,3 % — в возрасте 65 лет и старше. Средний возраст жителей составил 43,1 лет. На каждые 100 женщин в Нептьюне приходилось 87,2 мужчин, при этом на каждые сто женщин 18 лет и старше приходилось 86,9 мужчин также старше 18 лет.
Средний доход на одно домашнее хозяйство в городе составил 50 154 долларов США, а средний доход на одну семью — 72 313 долларов. При этом мужчины имели средний доход в 48 257 долларов США в год против 43 365 долларов среднегодового дохода у женщин. Доход на душу населения в городе составил 31 172 доллара в год. 3,0 % от всего числа семей в городе и 5,9 % от всей численности населения находилось на момент переписи населения за чертой бедности, при этом 6,7 % из них были моложе 18 лет и 5,5 % — в возрасте 65 лет и старше.

## Местное самоуправление
Нептьюн управляется мэром и городским советом. Мэр избирается на всеобщих выборах на четырёхлетний срок. Городской совет состоит из шести членов, избираемых на трехлетний срок, при этом каждый год в порядке ротации переизбирается 1/3 состава совета.

## Религия
В Нептьюне есть одна церковь — Мемориальная объединённая методистская церковь.

## В популярной культуре
Уроженка города певица Николь Аткинс свой первый альбом, выпущенный лейблом Columbia Records, назвала Neptune City, что является прямой отсылкой на её детство в Нептьюне.

## Известные жители
- Николь Аткинс[англ.] (род. 1978) — певица[7]
- Дэнни Де Вито (род. 1944) — актёр[8]
- Джек Николсон (род. 1937) — актёр[9]